# Popiołówka
Popiołówka [pɔpjɔˈwufka] est un village polonais de la gmina de Korycin dans le powiat de Sokółka et dans la voïvodie de Podlachie. Il se situe à environ 16 kilomètres au sud-est de Korycin, à 26 kilomètres à l'ouest de Sokółka et à 32 kilomètres au nord de Białystok. 